# Hollen (Beverstedt)
Hollen is een voormalige gemeente in de Duitse deelstaat Nedersaksen. De gemeente maakte deel uit van de samtgemeinde Beverstedt in het Landkreis Cuxhaven. De Samtgemeinde werd per 1 november 2011 opgeheven, de deelnemende gemeenten gaven hun zelfstandigheid op en werden onderdeel van de nieuw gevormde eenheidsgemeente Beverstedt.